# United Nations Department for Safety and Security

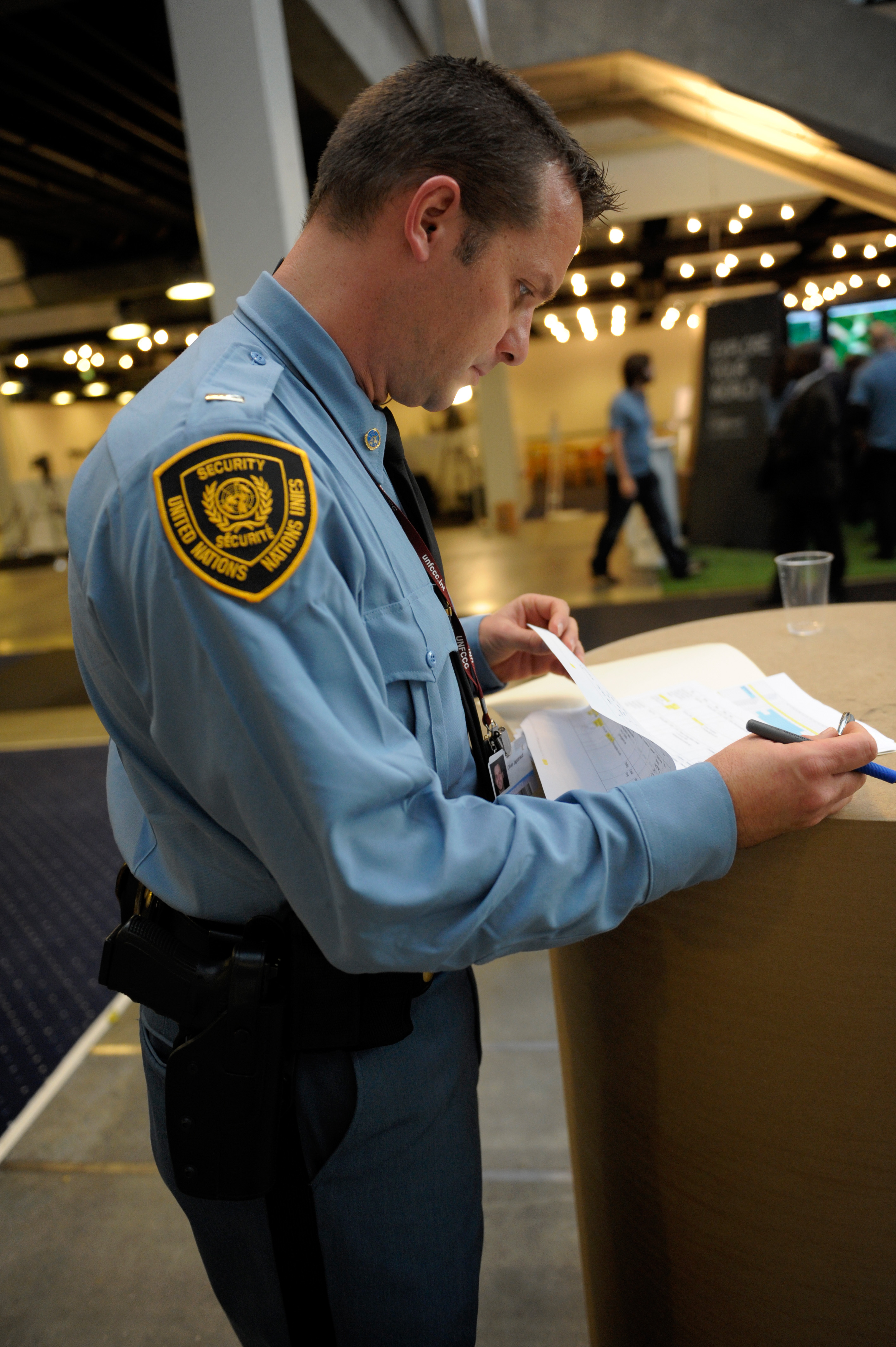
Sicherheitsbeauftragter der Vereinten Nationen auf der UN-Klimakonferenz 2009 in Kopenhagen.

Das United Nations Department for Safety and Security (UNDSS) ist eine Abteilung der Vereinten Nationen, die im Rahmen des Sicherheitsmanagementsystems Sicherheits- und Gefahrenabwehrdienste für die Organisationen und Abteilungen der Vereinten Nationen erbringt.
Das UNDSS ist direkt dem Generalsekretär unterstellt. Das UNDSS verwaltet ein Netz von Beratern, Analytikern, Sicherheitsbeamten und Koordinatoren in mehr als 125 Ländern zur Unterstützung von rund 180.000 Mitarbeitern der Vereinten Nationen, 400.000 Angehörigen und 4.500 Einrichtungen weltweit. Die Abteilung wird von Untergeneralsekretär Gilles Michaud aus Kanada geleitet.